# Haeckeliania atra
Haeckeliania atra is een vliesvleugelig insect uit de familie Trichogrammatidae. De wetenschappelijke naam is voor het eerst geldig gepubliceerd in 1938 door Alexandre Arsène Girault.